# 布里斯托飛機公司
布里斯托飛機公司，前身为英国及殖民地飞机公司（British and Colonial Aeroplane Company），是英国历史上一家主要的航空工业企业、飞机制造商，创立于1910年。
1920年，英国及殖民地飞机公司宣布清盘并将资产重组成布里斯托飛機有限公司（Bristol Aeroplane Company, Ltd.）
于1956年，布里斯托飛機有限公司的将主要业务分为飞机制造和航空发动机制造，分别為布里斯托飛機系列（Bristol Aircraft）和布里斯托航空發動機系列（Bristol Aero Engines）。1959年，在英国政府的主导下，布里斯托飛機公司与英国电气飞机公司（English Electric Aircraft）、维克斯-阿姆斯特朗公司（Vickers-Armstrong Ltd.）和汉廷飞机公司（Hunting Aircraft）合并为新的英國飛機公司。而航空发动机业务则与阿姆斯特朗·西德利（Armstrong Siddeley）合并，成立布里斯托·西德利发动机有限公司（Bristol Siddeley Engines Ltd）。